# Юнусовская площадь
Юну́совская пло́щадь (тат. Юныс мəйданы) — старинная площадь в историческом центре Казани, в центре Старо-Татарской слободы, Вахитовском районе города.
Небольшая, богатая зелёными насаждениями подобно скверу, площадь расположена на пересечении осевой в слободе улицы Тукая и небольшой поперечной улицы Фатыха Карима.

## История
Центральная часть Старо-Татарской слободы была освоена как татарский жилой район в XVII веке. Вместо первых деревянных строений, а также мусульманского кладбища в конце XVIII—начале XIX веков территория у площади была застроена преимущественно каменными зданиями согласно регулярному (генеральному) плану города 1782 года.
Во время революций 1905—1907 гг. и 1917 г. на имевшей свободные открытые пространства площади проходили массовые собрания, митинги, манифестации татарского населения. В советское время на площади был сооружён первый памятник главному татарскому революционеру Муллануру Вахитову, а позже на всех её углах-частях были разбиты мини-скверы.
В 1986 г. площадь была переименована в площадь Тукая. В 1997 г. это название было присвоено центральной городской площади, бывшей Куйбышева, а Юнусовской площади было возвращено историческое название.
В 1960-х гг.—1970-х гг. в северо-западной и северо-восточной частях-углах площади одноэтажные дома плохой сохранности и не имевшие архитектурно-исторической ценности, были снесены и на их месте были построены соответственно кинотеатр имени Тукая и жилое здание-хрущевка. Находившиеся рядом с последним, одно-двухэтажные дома бывших лавок мелких купцов были снесены в 1990-х гг. и застроены в 2000-х гг. малоэтажным офисно-торговым комплексом.
Частичная перезастройка площади новыми зданиями не завершена. Здание закрывшегося кинотеатра Тукая в северо-западной части площади было снесено в 2000-х гг и на его месте было начато, но отложено в связи с кризисом 2008—2009 гг., сооружение здания для театрально-концертного центра КВН «4 Татарина». На освобождённом в 1990-х гг. месте рядом достраивается крупное жилое здание элитного класса. Освобождённые от старой застройки в 2000-х гг. места в юго-западной части рядом с Домом Шамиля и в юго-восточной части перед Учительской школой подлежат застройке малоэтажными офисными зданиями.
Долгое время центральная и южная части Старо-Татарской слободы с Юнусовской площадью входили в состав Приволжского района Казани в виде его территориального аппендикса. В середине 1990-х — начале 2000-х гг. на этой территории была учреждена особая префектура с отдельной администрацией Старо-Татарская слобода, которая в ходе муниципальной реформы позже была упразднена с передачей территории в состав Вахитовского района как одного из других его учётных жилых комплексов.

## Объекты

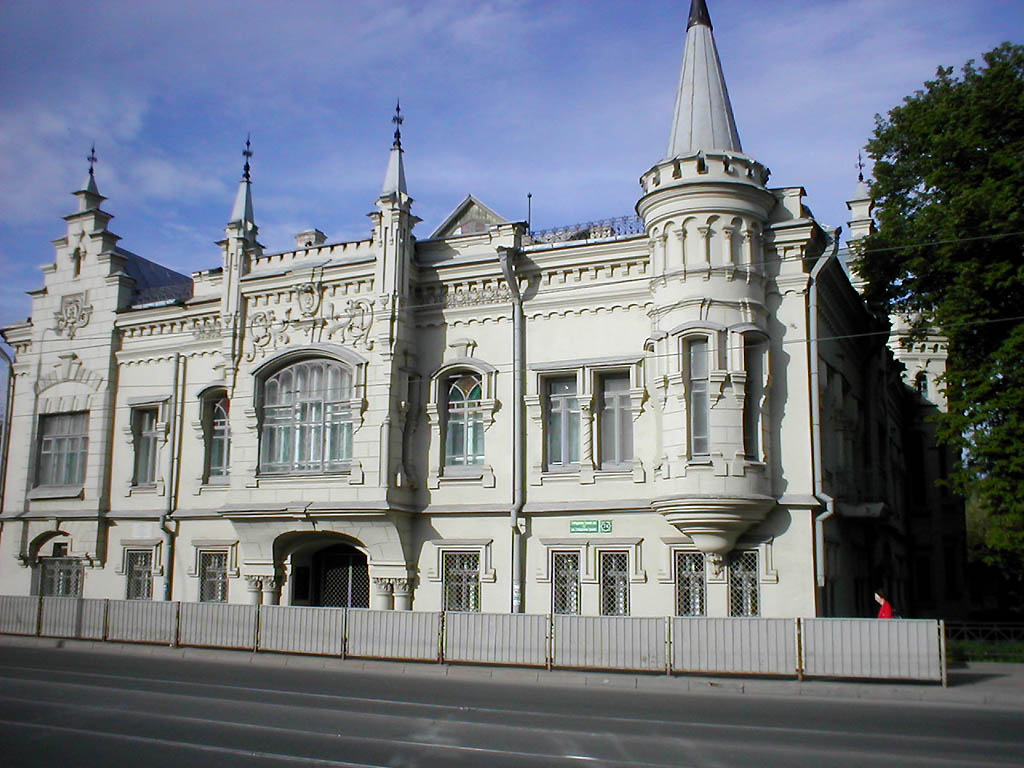
Дом Шамиля — Литературный музей Габдуллы Тукая

- Дом Шамиля — один из самых красивых в городе особняков эклектично-за́мкового стиля с башенками и прочими архитектурными формами по проекту архитекторов Г. Б. Руша и Ф. И. Амлонга постройки конца XIX в. для семьи купца Апакова, в котором проживали сын и внук Шамиля; ныне — Литературный музей Габдуллы Тукая
- Татарская учительская школа — здание с влиянием классицизма и барокко конца XVIII века, где с 1876 г. действовало первое среднее учебное заведение для татарских учителей с преподаванием на русском языке, в котором учился первый татарский большевик Хусаин Ямашев, а в советское время также располагались учебные заведения, в том числе детская шахматная школа имени первого татарского гроссмейстера Нежметдинова.
- Дом Юнусовых-Апанаевых — крупное здание-комплекс красивой архитектуры с внутренней усадьбой, построенное в начале XIX в. Юнусовым и перестроенное в начале XX в. Апанаевым (богатейшими татарскими купцами); капитально отреставрировано в 2009 г.; ныне — городская поликлиника № 7 и травмпункт Вахитовского района
- институт повышения квалификации специалистов культуры и искусств; позади музея Тукая
- одно из немногих в городе, историческое деревянное здание
- офисно-торговый комплекс из нескольких смежных зданий-корпусов разной отделки и разноцветной окраски

## Транспорт
По улице Тукая через Юнусовскую площадь проходят трамвайный маршрут № 3 и автобусные маршруты № 5,23,56,68,71,72,79; на площади есть их одноимённая остановка в обоих направлениях. В восточном направлении от площади по улице Фатыха Карима отходит однопутная трамвайная ветка, которая некогда использовалась для конечной разворотной петли маршрутов № 3 сначала и № 5, 12 затем, а ныне заброшена.